# Día de la Canción Criolla
El Día de la Canción Criolla es una festividad peruana que se realiza el 31 de octubre (mismo día de Halloween) de cada año con el fin de dar homenaje a la música criolla y afroperuana. 

## Historia
La celebración fue establecida, por la resolución suprema del día  18 del mes  octubre del año 1944, para ser celebrada el 31 de octubre de cada año, de forma que coincidiera con la festividad del Señor de los Milagros. La misma fue promulgada por el presidente Manuel Prado Ugarteche y el Ministro de Educación Pedro M. Oliveira. Además fue promovida por Carlos A. Saco, quien fue director del diario El Comercio.
En esa fecha, la primera celebración, se realizó un izado de banderas peruanas en todo Lima y Callao y una misa en la Iglesia del Carmen en recuerdo a los músicos criollos fallecidos. Posteriormente la fecha se haría especialmente conocida por ser, coincidentemente, el día del fallecimiento de la cantante, Lucha Reyes.
Es un reconocimiento político surgido como una reacción al movimiento indigenista de la época, la prédica mariateguista y la enorme migración de pobladores de los Andes a la capital.
En esta festividad se celebra la cultura criolla representada por su música, realizándose bailes, representaciones musicales en las calles, plazas de los barrios tradicionales, peñas criollas, bares, colegios limeños, y se suele preparar comida criolla, o acudir a restaurantes especializados en esta gastronomía.